# Стовбур (ботаніка)

Стовбур дерева пошкоджений сонячним опіком. Кора і камбій на лівій частині відмерли, залишаючи дерево вразливішим.

Сто́вбур, у ботаніці — основне стебло дерева, зазвичай вертикальне, що є його основним структурним елементом. Стовбур безпосередньо приєднаний до коріння своєю нижньою частиною і своєю чергою підтримує гілки. Поверхня стовбура вкрита корою, яка може служити важливою діагностичною особливістю у визначенні виду дерева та часто буває різною у нижній та верхній частинах стовбура, залежно від виду.
Стовбур — найголовніша частина дерева для виробництва лісоматеріалів.
Подібно до інших частин рослини, стовбур може бути вразливим до пошкоджень. Частими причинами пошкодження стовбура бувають мороз, грибкові та інші паразити, вплив комах-шкідників.